# فردریک جی. دونان
فردریک جی. دونان (انگلیسی: Frederick G. Donnan؛ ۶ سپتامبر ۱۸۷۰ – ۱۶ دسامبر ۱۹۵۶) یک دانشمند در زمینه شیمی اهل بریتانیا بود. 
وی همچنین برنده جوایزی همچون مدال دیوی شده است.